# Prix Nuori Aleksis
Le prix Nuori Aleksis (finnois : Nuori Aleksis -palkinto) est un prix littéraire décerné par l'association finlandaise des professeurs de langue maternelle (fi).

## Liste des lauréats
Les lauréats sont:
| Année | Écrivain             | Ouvrage                               |
| ----- | -------------------- | ------------------------------------- |
| 1999  | Leena Krohn          | Pereat mundus                         |
| 2000  | Pentti Saaritsa      | Elävän mieli                          |
| 2001  | Jukka Heikkilä       | Antigonos, jumalten poika             |
| 2002  | Maria Peura          | On rakkautes ääretön                  |
| 2003  | Reko Lundán          | Ilman suuria suruja                   |
| 2004  | Prix non décerné     |                                       |
| 2005  | Maarit Verronen      | Keihäslintu                           |
| 2006  | Tuomas Kyrö          | Liitto                                |
| 2007  | Tina et Reko Lundán  | Viikkoja, kuukausia                   |
| 2008  | Juha Itkonen         | Kohti                                 |
| 2009  | Johanna Sinisalo     | Linnunaivot                           |
| 2010  | Kari Hotakainen      | Ihmisen osa                           |
| 2011  | Prix non décerné     |                                       |
| 2012  | Johanna Sinisalo     | Enkelten verta                        |
| 2013  | Emmi Itäranta        | Teemestarin kirja                     |
| 2014  | Marja Björk          | Poika                                 |
| 2015  | Tommi Kinnunen       | Neljäntienristeys                     |
| 2016  | Elina Hirvonen       | Kun aika loppuu                       |
| 2017  | Hanna Kauppinen      | Kirja, jota kukaan ei koskaan lukenut |
| 2018  | Rosa Liksom          | Everstinna                            |
| 2019  | Annamari Marttinen   | Korsetti                              |
| 2020  | Prix non décerné     |                                       |
| 2021  | Prix non décerné     |                                       |
| 2022  | Prix non décerné     |                                       |
| 2023  | Maria Turtschaninoff | Suomaa                                |
| 2024  | Sara Al Husaini      | Huono tyttö                           |